# سارة دوهامل
سارة دوهامل (بالفرنسية: Sarah Duhamel) هي ممثلة فرنسية، ولدت في 21 مارس 1873 في روان في فرنسا، وتوفيت في 15 أبريل 1926 في الدائرة العاشرة في باريس في فرنسا.

## وصلات خارجية
- سارة دوهامل على موقع IMDb (الإنجليزية)
- سارة دوهامل على موقع قاعدة بيانات الفيلم (الإنجليزية)